# Treason (film fra 1917)
Treason er en amerikansk stumfilm fra 1917 af Allen Holubar.

## Medvirkende
- Allen Holubar som Pettrus Baariot
- Lois Wilson som Floria Natarre
- Dorothy Davenport som Luella Brysk
- Joseph W. Girard som Gergus Natarre
- George C. Pearce som Rodane Keestelt